# Under a Texas Moon
Under a Texas Moon is een Amerikaanse western uit 1930 onder regie van Michael Curtiz.

## Verhaal
De Mexicaanse avonturier Don Carlos komt samen met zijn vrienden Pedro en Philipe terecht op een boerderij. Boer Gus Aldrich heeft last van veedieven en hij heeft een beloning uitgeloofd voor degene die de dieven kan vatten. De drie besluiten achter de veedieven aan te gaan.

## Rolverdeling
| Acteur          | Personage       |
| --------------- | --------------- |
| Frank Fay       | Don Carlos      |
| Raquel Torres   | Raquella        |
| Myrna Loy       | Lolita Romero   |
| Armida          | Dolores         |
| Noah Beery      | Jed Parker      |
| George E. Stone | Pedro           |
| George Cooper   | Philipe         |
| Fred Kohler     | Slechte man     |
| Betty Boyd      | Meisje          |
| Charles Sellon  | José Romero     |
| Jack Curtis     | Buck Johnson    |
| Sam Appel       | Pancho Gonzalez |
| Tully Marshall  | Gus Aldrich     |
| Mona Maris      | Lolita Roberto  |
| Francisco Marán | Antonio         |